# Victor Borge

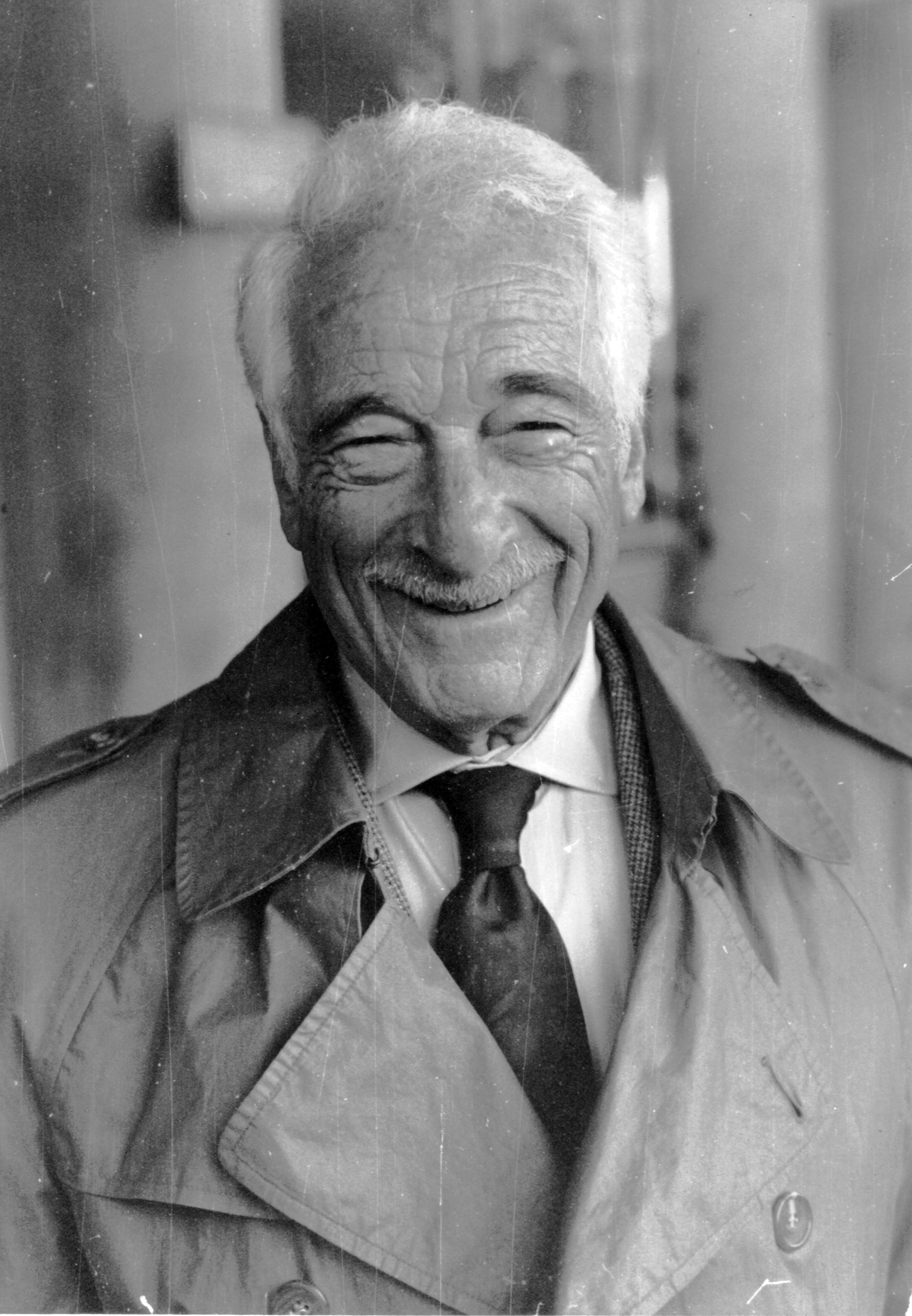
Victor Borge (1990)

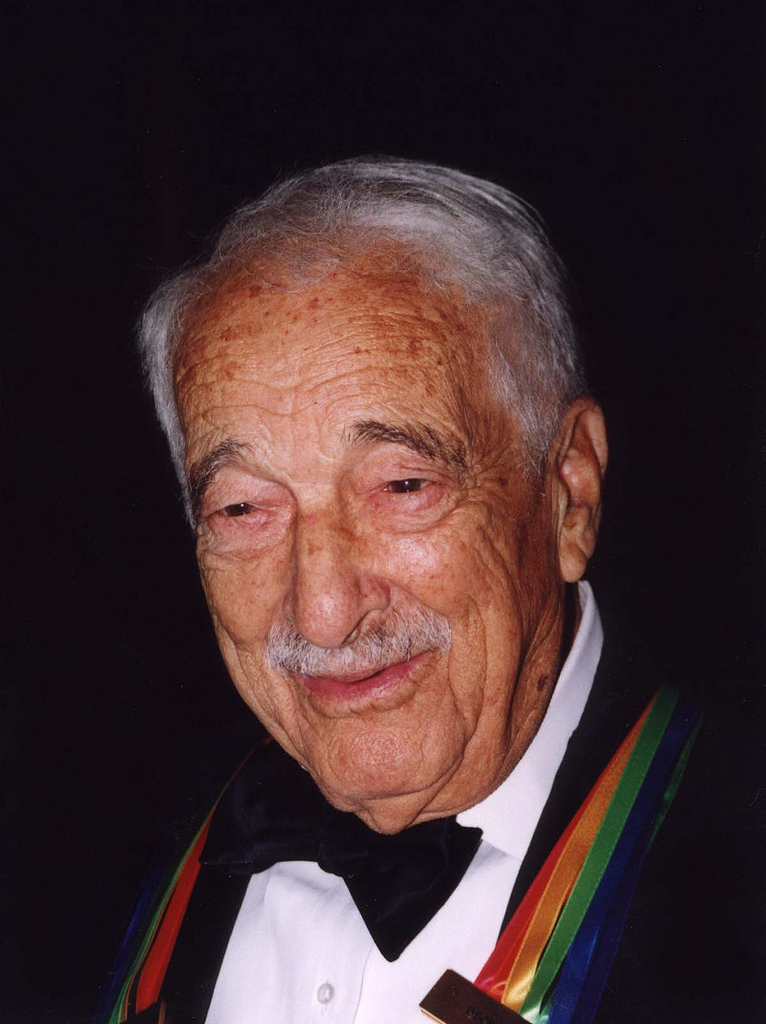
Victor Borge (1999)

Victor Borge, geboren als Børge Rosenbaum (* 3. Januar 1909 in Kopenhagen; † 23. Dezember 2000 in Greenwich, Connecticut), war ein dänisch-amerikanischer Pianist und Komödiant.

## Leben
Børge Rosenbaum wuchs in einer jüdischen Musikerfamilie auf. Sein erstes Klavierkonzert gab er mit acht Jahren. 1918 erhielt er ein Vollstipendium und studierte am Königlich Dänischen Konservatorium.
Später wurde er von Victor Schiøler, vom Liszt-Schüler Frederic Lamond und dem Busoni-Schüler Egon Petri unterrichtet; 1926 gab er sein Debüt im Odd-Fellow-Palais. In den 1930er Jahren war er einer der beliebtesten dänischen Pianisten.
Die Ernsthaftigkeit des klassischen Konzertbetriebs gefiel ihm jedoch nicht. Er begann deshalb, seine Auftritte um humoristische Elemente und Parodien zu erweitern. Seine Witze über Adolf Hitler fanden beim dänischen Publikum großen Anklang, bei den deutschen Besatzern im Zweiten Weltkrieg dagegen nicht. Deshalb musste er 1940 in die USA emigrieren, wo er sich Victor Borge nannte.
Auch dort verloren seine Auftritte nicht ihre komische Note. Bald trat er im Radio auf, unter anderem mit Bing Crosby. 1948 wurde er amerikanischer Staatsbürger. Am John Golden Theatre in New York hatte er von 1953 bis 1956 seine Ein-Mann-Show Comedy in Music, die am längsten aufgeführte Ein-Mann-Show überhaupt. Ein Zitat des «Komödianten am Klavier» lautete: „Ein Lächeln ist die kürzeste Verbindung zwischen zwei Menschen.“
Victor Borge spielte nicht nur vorzüglich Klavier, sondern trat auch als Dirigent auf, unter anderem bei Opernaufführungen. Er gründete mehrere Stiftungen und erhielt zahlreiche Preise und Auszeichnungen.
Seine Talente beschränkten sich nicht auf Musik und Komik. Im amerikanischen Vorbild der TV-Rateshow Was bin ich? präsentierte sich Borge als Hühnerhalter. Er betrieb in Connecticut eine Geflügelzucht unter dem Namen ViBo Farms.
Borge starb Ende Dezember 2000, elf Tage vor Vollendung seines 92. Lebensjahres. Er war zweimal verheiratet und hatte fünf Kinder.

## Ehrungen
2016 wurde ein Asteroid nach ihm benannt: (5634) Victorborge.

## Werke

### Alben
- Phonetic Punctuation Parts 1 and 2 (1945, Columbia Records 36911, 78 rpm)[4][5]
- The Blue Serenade / A Lesson in Composition (1945, Columbia Records 36912, 78 rpm)[4][5]
- Brahms’ Lullaby / Grieg Rhapsody (1945, Columbia Records 36913, 78 rpm)[4]
- A Mozart Opera by Borge / All The Things You Are (1945, Columbia Records 36914, 78 rpm)[4]
- A Victor Borge Program (1946, Columbia Album C-111, 4 discs 78 rpm – a set containing the four previous releases)[6]
- Unstarted Symphony / Bizet’s Carmen (1947, Columbia Records 38181, 78 rpm)[7]
- Intermezzo / Stardust (1947, Columbia Records 38182, 78 rpm)[7]
- Rachmaninoff’s Concerto No. 2 / Inflation Language (1947, Columbia Records 38183, 78 rpm)[7]
- Clair de Lune / Vuggevise (1947, Columbia Records 38184, 78 rpm)[7]
- An Evening with Victor Borge (1948 Columbia Album C-161, 4 discs 78 rpm – a set containing the four previous releases)[7]
- A Victor Borge Program (1951, Columbia Records CL-6013, 10″ LP)[8]
- Comedy in Music, Vol. 1 (1954, Columbia Records CL-6292, 10″ LP)[9]
- Comedy in Music, Vol. 2 (1954, Columbia Records CL-6293, 10″ LP)[9]
- Comedy in Music (1954, Columbia Records CL-554, LP)[10]
- Caught in the Act (1955, Columbia Records CL-646, LP)[11]
- Brahms, Bizet and Borge (1955, Columbia Records CL-2538, 10″ LP)[8]
- ½ Time På Dansk (1958, Fona 251 HI-FI, 10″ LP)[12]
- The Adventures of Piccolo, Saxie and Company (1959, Columbia Records CL-1223, LP)[8]
- The Adventures of Piccolo, Saxie and Company (1959, Coronet KLP 762, LP (AUS))[13]
- Victor Borge Plays and Conducts Concert Favorites (1959, Columbia Records CL-1305/CS-8113, LP)[14]
- Borge’s Back (1962, MGM E/SE-3995P, LP)[15]
- Borge’s Back (1962, MGM CS-6055, LP (UK))[16]
- Borgering on Genius (1962, MGM 2354029, LP – same material as Borge’s Back)[9]
- Great Moments of Comedy (1964, Verve V/V6 15044, LP – same material as Borge’s Back)[9]
- Victor Borge presents his own enchanting version of Hans Christian Andersen (1966, Decca DL7-34406 Stereo, LP)[8]
- Comedy in Music (1972, CBS S 53140, LP)
- Victor Borge at His Best (1972, PRT Records COMP 5, 2 LPs)[8]
- Victor Borge Live At The London Palladium (1972, Pye NSPL 18394, LP)[17]
- My Favorite Intervals (1975, PYE NSPD 502, LP)[8]
- 13 Pianos Live in Concert (1975, Telefunken-Decca LC-0366)
- Victor Borge 50 Års Jubilæum (1976, Philips 6318035, LP)
- Victor Borge Show (1977, CBS 70082, LP, in Danish)[9]
- Victor Borge Live in der Hamburger Musikhalle (1978, Philips 6305 369, LP)
- Victor Borge Live (1978, Starbox LX 96 004 Stereo, LP)
- Victor Borge – Live(!) (1992, Sony Broadway 48482, CD)
- The Piano & Humor of the Great Victor Borge (1997, Sony Music Special Products 15312, 3 CDs)
- The Two Sides of Victor Borge (1998, GMG Entertainment, CD)
- Caught in the Act (1999, Collectables Records 6031, CD)
- Comedy in Music (1999, Collectables Records 6032, CD)
- Phonetically Speaking – And Don’t Forget The Piano (2001, Jasmine 120, CD)
- En aften med Victor Borge (2003, UNI 9865861, CD)
- I Love You Truly (2004, Pegasus (Pinnacle) 45403, CD)
- Victor Borge King of Comedy (2006, Phantom 26540, CD)
- Verdens morsomste mand: alle tiders Victor Borge (2006, UNI 9877560, CD)
- Unstarted Symphony (2008, NAX-8120859, CD)
- Comedy in Music (2009, SHO-227, CD)

### Filme
- Frk. Møllers jubilæum (1937)
- Der var engang en vicevært (1937)
- Alarm (1938)
- I folkets navn (1938)
- De tre måske fire (1939)
- Higher and Higher (1943)
- The Story of Dr. Wassell (1944)
- The Daydreamer (1966)
- The King of Comedy (1983)

### Fernsehen
- Die Muppet Show – 4. Staffel, Folge 5: Victor Borge spielt Tschaikowskis 1. Klavierkonzert und Beethovens Klaviersonate Nr. 14 (Mondscheinsonate)